# Petersburg (Míchigan)
Petersburg es una ciudad ubicada en el condado de Monroe en el estado estadounidense de Míchigan. En el Censo de 2010 tenía una población de 1146 habitantes y una densidad poblacional de 919,9 personas por km².

## Geografía
Petersburg se encuentra ubicada en las coordenadas 41°53′57″N 83°42′49″O / 41.89917, -83.71361. Según la Oficina del Censo de los Estados Unidos, Petersburg tiene una superficie total de 1.25 km², de la cual 1.25 km² corresponden a tierra firme y (0%) 0 km² es agua.

## Demografía
Según el censo de 2010, había 1146 personas residiendo en Petersburg. La densidad de población era de 919,9 hab./km². De los 1146 habitantes, Petersburg estaba compuesto por el 97.12% blancos, el 0.35% eran afroamericanos, el 0.26% eran amerindios, el 0.35% eran asiáticos, el 0% eran isleños del Pacífico, el 0.35% eran de otras razas y el 1.57% pertenecían a dos o más razas. Del total de la población el 1.66% eran hispanos o latinos de cualquier raza.